# تغییر اقلیم و جنسیت

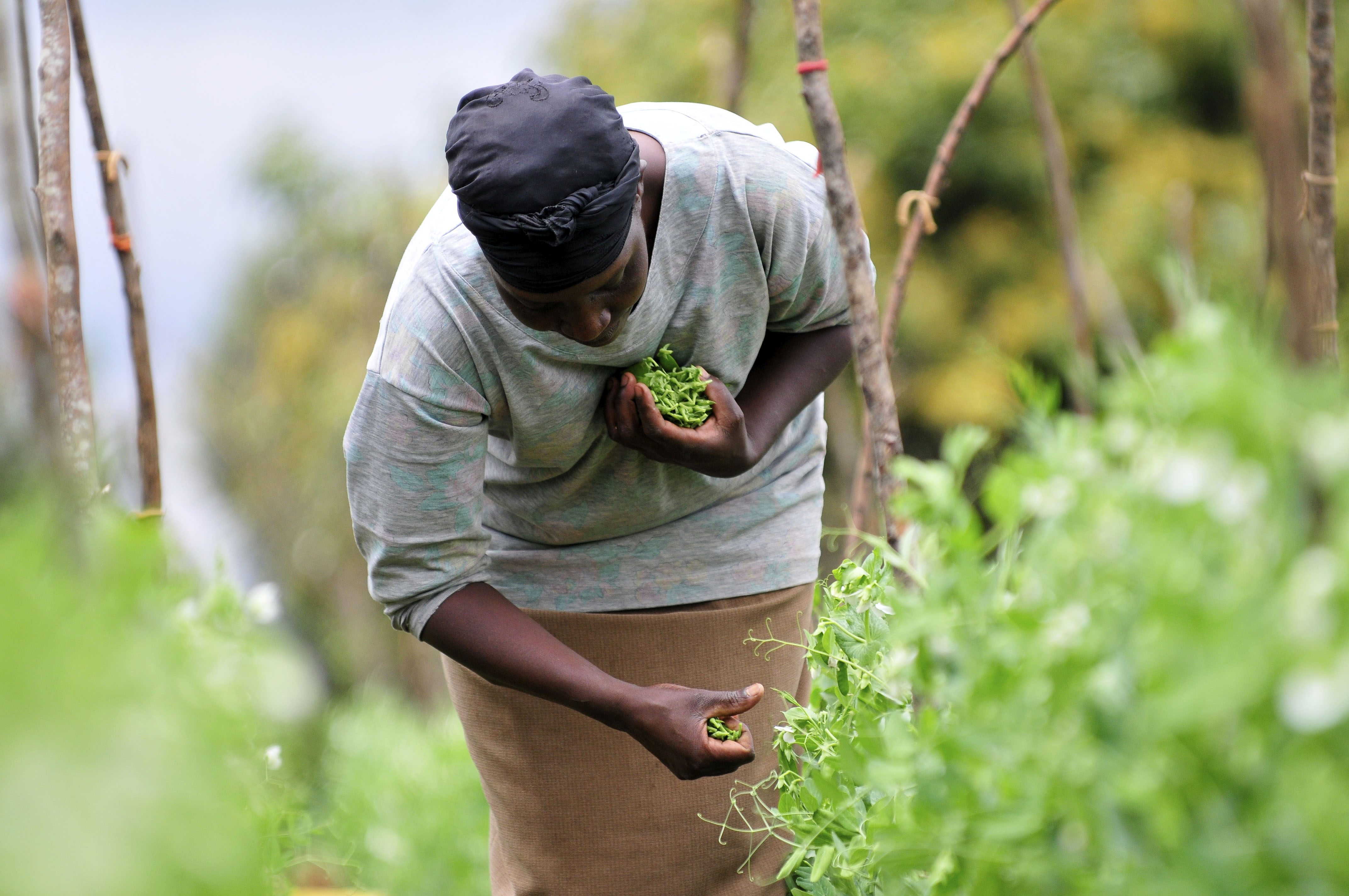
برداشت محصول در کنیا توسط یک کشاورز زن زنان کشاورز خرده‌پا، تأمین‌کنندگان مهم غذا برای جوامع در سراسر جهان، به‌ویژه در کشورهای جنوب جهان، هستند. زنان اغلب با محدودیت‌هایی در دسترسی به منابع و زمین مواجه هستند و مزارع کوچک برای سازگاری با تغییرات اقلیمی دوران سخت‌تری را سپری می‌کنند.

تغییرات آب‌وهوایی بر زنان و مردان تأثیرات متفاوتی دارد. تغییرات آب‌وهوایی و جنسیت یک موضوع پژوهشی است که هدف آن درک نحوه دسترسی و استفاده زنان و مردان از منابعی است که تحت تأثیر تغییرات آب‌وهوایی قرار می‌گیرند و همچنین چگونگی تجربه پیامدهای ناشی از آن.
این پژوهش بررسی می‌کند که نقش‌های جنسیتی و هنجارهای فرهنگی چگونه بر توانایی زنان و مردان در واکنش به تغییرات آب‌وهوایی تأثیر می‌گذارند، و چگونه نقش‌های زنان و مردان می‌توانند بهتر در استراتژی‌های سازگاری و کاهش اثرات تغییرات آب‌وهوایی ادغام شوند.
همچنین، این مطالعه در نظر دارد که تغییرات آب‌وهوایی چگونه با چالش‌های اجتماعی-اقتصادی دیگر مانند فقر، دسترسی به منابع، مهاجرت و هویت فرهنگی تلاقی پیدا می‌کند.

## اهداف تحقیق
هدف نهایی این پژوهش، تضمین عدالت در سیاست‌ها و ابتکارات مرتبط با تغییرات آب‌وهوایی است، به‌گونه‌ای که هم زنان و هم مردان از آن‌ها بهره‌مند شوند. تغییرات اقلیمی نابرابری جنسیتی را افزایش می‌دهد، توانایی زنان برای استقلال مالی را کاهش می‌دهد، و تأثیر منفی کلی بر حقوق اجتماعی و سیاسی زنان دارد، به ویژه در اقتصادهایی که به شدت مبتنی بر کشاورزی هستند. در بسیاری از موارد، نابرابری جنسیتی به این معنی است که زنان در برابر اثرات منفی تغییرات اقلیمی آسیب‌پذیرتر هستند. این به دلیل نقش‌های جنسیتی، به ویژه در کشورهای در حال توسعه است، به این معنی که زنان اغلب برای امرار معاش و درآمد به محیط طبیعی وابسته هستند. با محدودتر کردن دسترسی زنان به منابع فیزیکی، اجتماعی، سیاسی و مالی که پیش‌تر نیز محدود بوده‌اند، تغییرات آب‌وهوایی اغلب بار بیشتری بر دوش زنان نسبت به مردان می‌گذارد و می‌تواند نابرابری جنسیتی موجود را تشدید کند.
تفاوت‌های جنسیتی نیز در رابطه با آگاهی، علت‌شناسی و واکنش به تغییرات اقلیمی شناسایی شده‌اند و بسیاری از کشورها استراتژی‌ها و برنامه‌های عملیاتی تغییر اقلیم مبتنی بر جنسیت را تدوین و اجرا کرده‌اند. برای مثال، دولت موزامبیک در اوایل سال ۲۰۱۰، استراتژی و برنامه اقدام «جنسیت، محیط زیست و تغییرات اقلیمی» را تصویب کرد و اولین دولت در جهان بود که این کار را انجام داد. کسب‌وکارهایی که دارای هیئت‌مدیره‌های متنوع از نظر جنسیتی هستند، ۶۰٪ بیشتر احتمال دارد که مصرف انرژی را به حداقل برسانند و ۴۰٪ بیشتر احتمال دارد که انتشار گازهای گلخانه‌ای را کاهش دهند. زنان و مردان تغییرات آب‌وهوایی و تخریب محیط‌زیست را بر اساس نقش‌های جنسیتی و عرف‌های اجتماعی به‌طور متفاوتی تجربه می‌کنند.
با این حال، تحلیل جنسیت در تغییرات اقلیمی محدود به زنان نیست.این امر نه تنها به معنای اعمال یک سیستم تحلیلی دوگانه مرد/زن بر مجموعه‌های داده‌های کمی است، بلکه شامل بررسی ساختارهای گفتمانی که روابط قدرت مرتبط با تغییرات آب‌وهوایی را شکل می‌دهند نیز می‌شود. همچنین، جنسیت به‌عنوان یک عامل اجتماعی که بر واکنش‌ها به تغییرات آب‌وهوایی تأثیر می‌گذارد، با سایر متغیرها مانند سن، طبقه اجتماعی، وضعیت تأهل و قومیت تلاقی پیدا می‌کند. این دوگانه همچنین افرادی را که بخشی از جامعه LGBTQ+ هستند و کسانی را که غیرباینری هستند و در هنجارهای جنسیتی نمی‌گنجند، مستثنی می‌کند.برای درک تأثیرات تغییرات آب‌وهوایی بر جمعیت‌های مختلف، باید میان جنسیت و جنس تفاوت قائل شد. جنسیت را می‌توان به‌عنوان تفاوت‌های اجتماعی ساخته‌شده میان زنان و مردان تعریف کرد که منجر به شکل‌گیری مردانگی و زنانگی می‌شود. جنس را می‌توان به‌عنوان تفاوت‌های زیستی میان نرها و ماده‌ها تعریف کرد که اغلب در ارتباط با عملکردهای تولیدمثلی قرار دارد.

## افکار عمومی و اقدامات

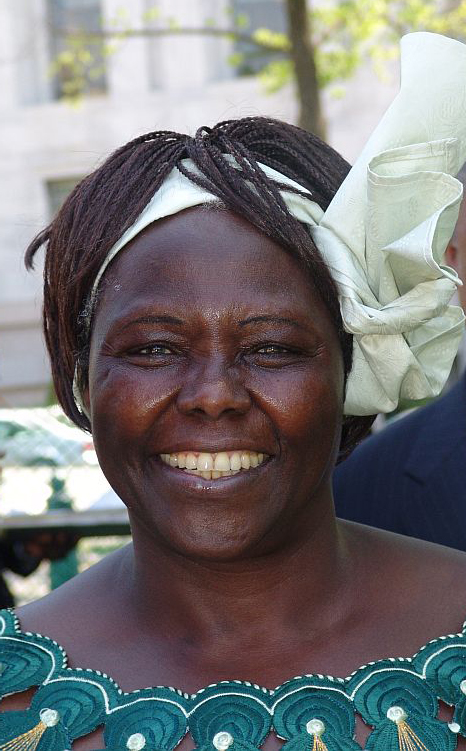
«زنان کلید آینده آب و هوا را در دست دارند» - وانگاری ماتای

یک مطالعه روی جوانان در فنلاند نشان می‌دهد که نگرانی در مورد تغییرات اقلیمی تأثیر بیشتری بر مصرف مواد غذایی سازگار با محیط زیست در زنان در مقایسه با مردان دارد. مطالعه‌ای که در جمهوری چک انجام شده است نیز این پدیده را نشان می‌دهد. این ممکن است ناشی از تفاوت در درک تغییرات اقلیمی باشد.زنان بیشتر با نظر علمی مبنی بر اینکه انتشار گازهای گلخانه‌ای ناشی از فعالیت‌های انسانی عامل اصلی تغییرات آب‌وهوایی است موافق هستند (مردان: ۵۶٪، زنان: ۶۴٪) و نگرانی بیشتری نسبت به تأثیرات آن دارند. یک مطالعه در سال ۲۰۱۰ نشان داد که ۲۹٪ از مردان و ۳۵٪ از زنان در ایالات متحده «بسیار نگران گرمایش جهانی» هستند.
مطالعه‌ای در سال ۲۰۱۶ با استفاده از داده‌های مردان و زنان از برزیل و سوئد انجام شد تا تأثیر جنسیت و گرایش سیاسی بر ادراک تغییرات آب‌وهوایی بررسی شود. داده‌ها از طریق پرسشنامه‌های آنلاین از ۳۶۷ شرکت‌کننده از برزیل شامل ۱۵۱ مرد و ۲۱۶ زن و ۲۲۱ شرکت‌کننده از سوئد شامل ۷۵ مرد و ۱۴۶ زن جمع‌آوری شد. نتایج این مطالعه همبستگی مثبت و قوی بین مردان محافظه‌کار و انکار تغییرات اقلیمی در هر دو گروه نشان داد (rSweden = ۰٫۲۲، rBrazil = ۰٫۱۹) که نشان می‌دهد مردان (معمولاً با جهت‌گیری سیاسی محافظه‌کار) بیشتر احتمال دارد وجود تغییرات اقلیمی را انکار کنند. زنان در هر دو گروه عمدتاً نتایج مخالفی نشان دادند، که نشان می‌دهد زنان بیشتر احتمال دارد به وجود تغییرات آب‌وهوایی باور داشته باشند.

## آسیب‌پذیری

### فاجعه‌ها
بلایا رویدادهای غیرقابل پیش‌بینی هستند که به مردم آسیب می‌رسانند و به اموال، زیرساخت‌ها و محیط‌زیست خسارت وارد می‌کنند. آنها می‌توانند طبیعی باشند، مانند سیل، آتش‌سوزی‌های جنگلی، زلزله، طوفان یا سونامی، یا می‌توانند ساخته دست بشر باشند، مانند نشت نفت، حوادث صنعتی و حملات تروریستی. بلایا می‌توانند خسارات جسمی، روانی و اقتصادی ایجاد کنند. بلایا می‌توانند شبکه‌های اجتماعی را مختل کنند، سیستم‌های اقتصادی را تضعیف کنند و طیفی از تأثیرات جسمی و روانی را ایجاد کنند. . افراد آسیب‌دیده از بلایا ممکن است با آوارگی، از دست دادن معیشت و اختلال در آموزش و پرورش، در کنار سایر تأثیرات، مواجه شوند. در پی وقوع یک فاجعه، دولت‌ها، سازمان‌های بین‌المللی و نهادهای امدادی ممکن است کمک و حمایت‌هایی را برای افراد آسیب‌دیده فراهم کنند.

امید به زندگی زنان منهای مردان در مقابل میزان مرگ و میر ناشی از بیماری‌های غیرواگیر، OWID

#### میزان مرگ و میر
یک مطالعه توسط مدرسه اقتصاد لندن نشان داد که در بلایای طبیعی در ۱۴۱ کشور، تفاوت‌های جنسیتی در مرگ و میر با حقوق اقتصادی و اجتماعی زنان در آن کشورها مرتبط است. به دلیل جایگاه اجتماعی زنان در کشورهای در حال توسعه، آنها عموماً مهارت‌های بقا مانند شنا یا کوهنوردی را آموزش نمی‌بینند، به این معنی که احتمال مرگ آنها در بلایای طبیعی بیشتر است. وقتی زنان حقوق کمتری دارند و قدرتشان در جامعه محدودتر است، تعداد بیشتری از آن‌ها به دلیل تغییرات آب‌وهوایی جان خود را از دست می‌دهند. اما زمانی که حقوق برابر برای همه گروه‌ها وجود داشته باشد، نرخ مرگ‌ومیر به‌طور متعادل‌تری توزیع می‌شود.

#### سوءاستفاده جنسی و انتقال بیماری
سوءاستفاده جنسی به هر نوع تماس جنسی ناخواسته، از کلامی گرفته تا فیزیکی، اطلاق می‌شود. این می‌تواند از آزار جنسی یا لمس نامناسب تا تجاوز یا اقدام به تجاوز متغیر باشد. این می‌تواند بین دو نفر از هر جنسیتی رخ دهد، اما اغلب توسط مردان علیه زنان انجام می‌شود. این می‌تواند در هر محیطی رخ دهد، اما اغلب در یک رابطه یا خانواده اتفاق می‌افتد. انتقال بیماری، گسترش ارگانیسم‌های بیماری‌زا از یک فرد به فرد دیگر است. این می‌تواند از طریق تماس مستقیم با فرد آلوده یا از طریق تماس غیرمستقیم با وسایلی مانند لباس، ملافه، یا اسباب‌بازی‌هایی که به عوامل عفونی آلوده شده‌اند، اتفاق بیفتد. تماس جنسی یکی از HIV و سیفلیس می‌توانند از طریق هر نوع تماس جنسی منتقل شوند، در حالی که کلامیدیا، سوزاک و تبخال عمدتاً از طریق رابطه جنسی واژینال یا مقعدی محافظت‌نشده منتقل می‌شوند. رایج‌ترین راه‌های انتقال بیماری است و شامل رابطه جنسی محافظت نشده، تجاوز جنسی و تماس نزدیک بین شرکا می‌شود. شایع‌ترین بیماری‌هایی که از طریق تماس جنسی منتقل می‌شوند عبارتند از HIV، سیفلیس، کلامیدیا، سوزاک و تبخال تناسلی. سایر عفونت‌های منتقله از راه جنسی، مانند هپاتیت B، نیز می‌توانند از طریق تماس جنسی منتقل شوند.

## بحث‌های جنجالی در مورد جنسیت و تغییرات اقلیمی

### «زنان به عنوان آسیب‌پذیر» در مقابل «زنان به عنوان فضیلت»
دو موضوع هم‌زمان در بررسی تغییرات آب‌وهوایی و جنسیت پدیدار می‌شوند: «زنان به‌عنوان آسیب‌پذیر یا بافضیلت در ارتباط با محیط‌زیست.» این بدان معناست که زنانی که در کشورهای جنوب جهان زندگی می‌کنند، بیشتر از مردان در آن کشورها تحت تأثیر تغییرات اقلیمی قرار می‌گیرند و مردان در شمال جهان بیشتر از زنان در تغییرات اقلیمی نقش دارند. این فرضیات دربارهٔ آسیب‌پذیری و فضیلت زنان، تعصبات شمال-جنوب جهانی را تقویت می‌کنند، به این معنا که زنان در جنوب جهانی فقیر و درمانده هستند، در حالی که زنان در شمال جهانی تحصیل‌کرده و طرفدار محیط‌زیست محسوب می‌شوند.
این دیدگاه‌ها می‌توانند توجه را از نابرابری‌های واقعی در تصمیم‌گیری منحرف کنند و مسئولیت بیشتری را بر دوش زنان بدون پاداش متناسب قرار دهند.